# خوخة اليهود
خوخة اليهود أو معبد الأمشاطى  أو معبد الأستاذ،  هو كنيس يقع في منطقة سوق اللبن بمدينة المحلة الكبرى، محافظة الغربية، أنشئه رجل دين يهودي يدعى حاييم الأمشاطى بعد أن هاجر من دول المغرب العربى إلى مصر . وكان في الماضي مزار لليهود وكان يقام احتقال في شهر مايو من كل عام إلا أن المعبد تعرض لعدة حرائق بسبب إلقاء القمامة داخله  وتحول لخرابة وأصبح وكر لتعاطي المخدرات والأعمال المنافية للأداب.

## المبنى
بُنِيَ المعبد في عام 1044، وكان المعبد يحوي على لفائف توراة مكتوبة على جلد الغزال بماء الذهب، وكذلك على نافورة رخامية، وشمعدان فضى. استمر الوضع كذلك حتى ستينيات القرن الماضى، ثم هاجر يهود المحلة، ضمن خروج أقرانهم من مصر، فتم إغلاق المعبد عام 1969، وبعدها سرق اللصوص كافة محتوياته، ونزعوا رخام أرضيته، وفى تسعينيات القرن الماضى اختفت البوابة ليتحول المعبد لحوائط مهدمة.

## الوضع الحالي
نظَّفت ماجدة هارون المعبد من القمامة وقامت بتركيب بوابة حديدية عليه وطالبت بتحويله إلى  مزار أثرى أو مركز ثقافي.